# Zeitgeschichtliches Forum Leipzig
Zeitgeschichtliches Forum Leipzig is een museum in Leipzig over het tijdperk van de Duitse Democratische Republiek.
Het is een van de vier musea van Stiftung Haus der Geschichte der Bundesrepublik Deutschland, de andere drie musea zijn in Bonn en Berlijn. De financiering is van Beauftragter der Bundesregierung für Kultur und Medien.
De tentoonstelling is gericht op de geschiedenis van het dagelijks leven vanaf de Sovjetbezetting aan het einde van de Tweede Wereldoorlog in 1945 tot aan Die Wende van 1989 en de Duitse hereniging.
Naast de permanente collectie, zijn er ook tijdelijke tentoonstellingen. Het museum is gevestigd in het gebouw Zentral-Messepalast en de toegang is gratis voor publiek.
Vanaf de oprichting tot 2015 was Rainer Eckert er directeur, Jürgen Reiche volgde hem op. Het museum werd geopend door bondskanselier Gerhard Schröder op 9 oktober 1999, de 10e verjaardag van de Großdemonstration in Leipzig.

## Zie ook

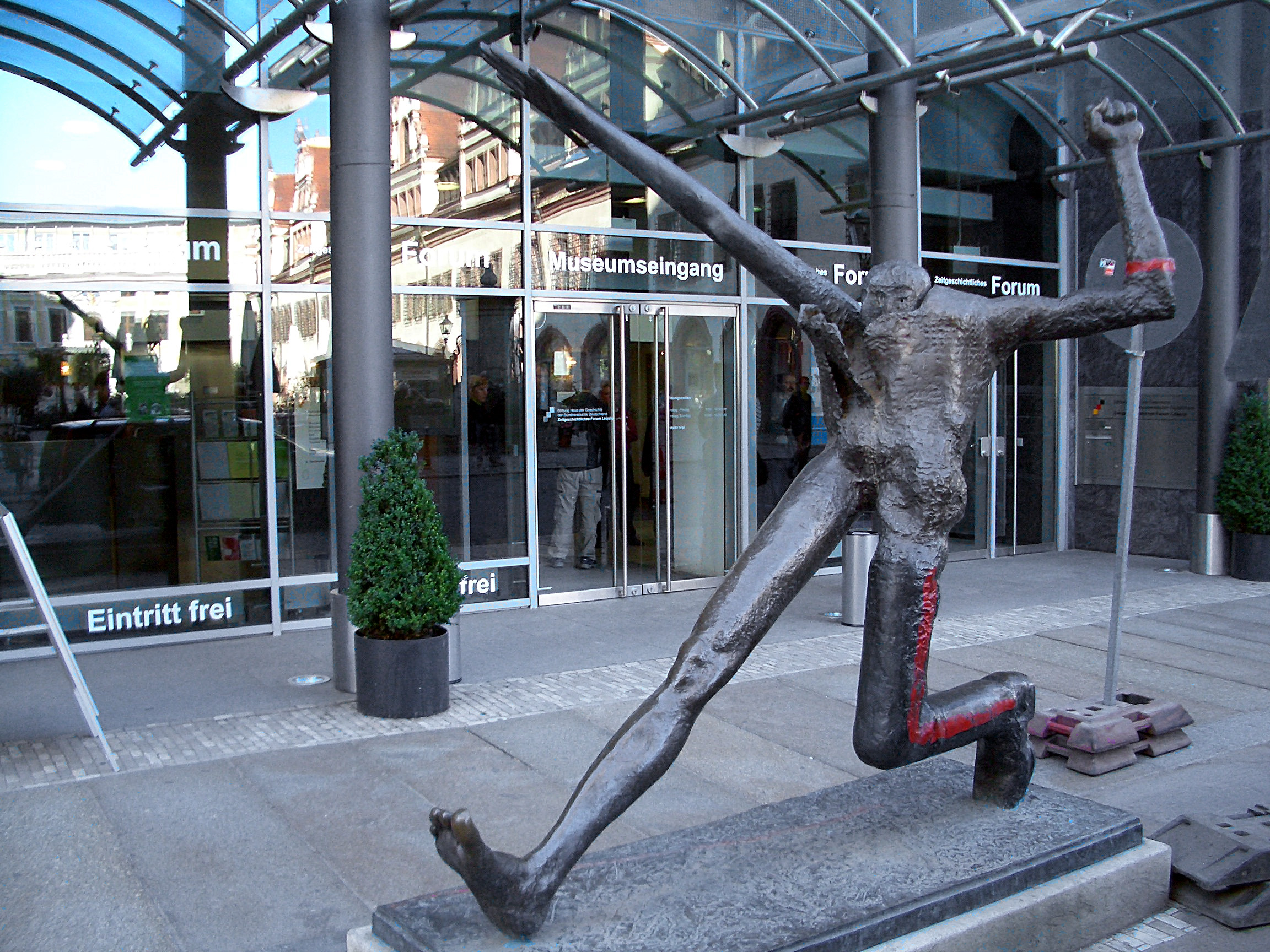
Der Jahrhundertschritt (1984) van Wolfgang Mattheuer voor de ingang